# Johannes Boese
Johannes Boese, también Böse (27 de diciembre de 1856, Ostrog [cerca de Ratibor]-20 de abril de 1917, Berlín), fue un escultor alemán y profesor de arte.

## Vida y obra
Boese originalmente se formó como tallador de madera, y después atendió a la escuela profesional en Gleiwitz. En 1877, se inscribió en la Academia de Arte Prusiana donde estudió escultura con Fritz Schaper. Después de cinco años, se incorporó a las clases maestras impartidas por Albert Wolff.
Sin embargo, el verdadero deseo de Boese era convertirse en arquitecto e intentó de acercarse a ese objetivo proporcionando pequeñas esculturas para proyectos de edificación. Se aferró a ese objetivo incluso cuando su estatua "Narcissus" ganó la medalla en la Exposición Centenaria de Melbourne en 1888. No fue hasta principios de la década de 1890 que, influido por el reconocimiento del público y varios reconocimientos, Boese decidió dedicarse enteramente a la escultura monumental.

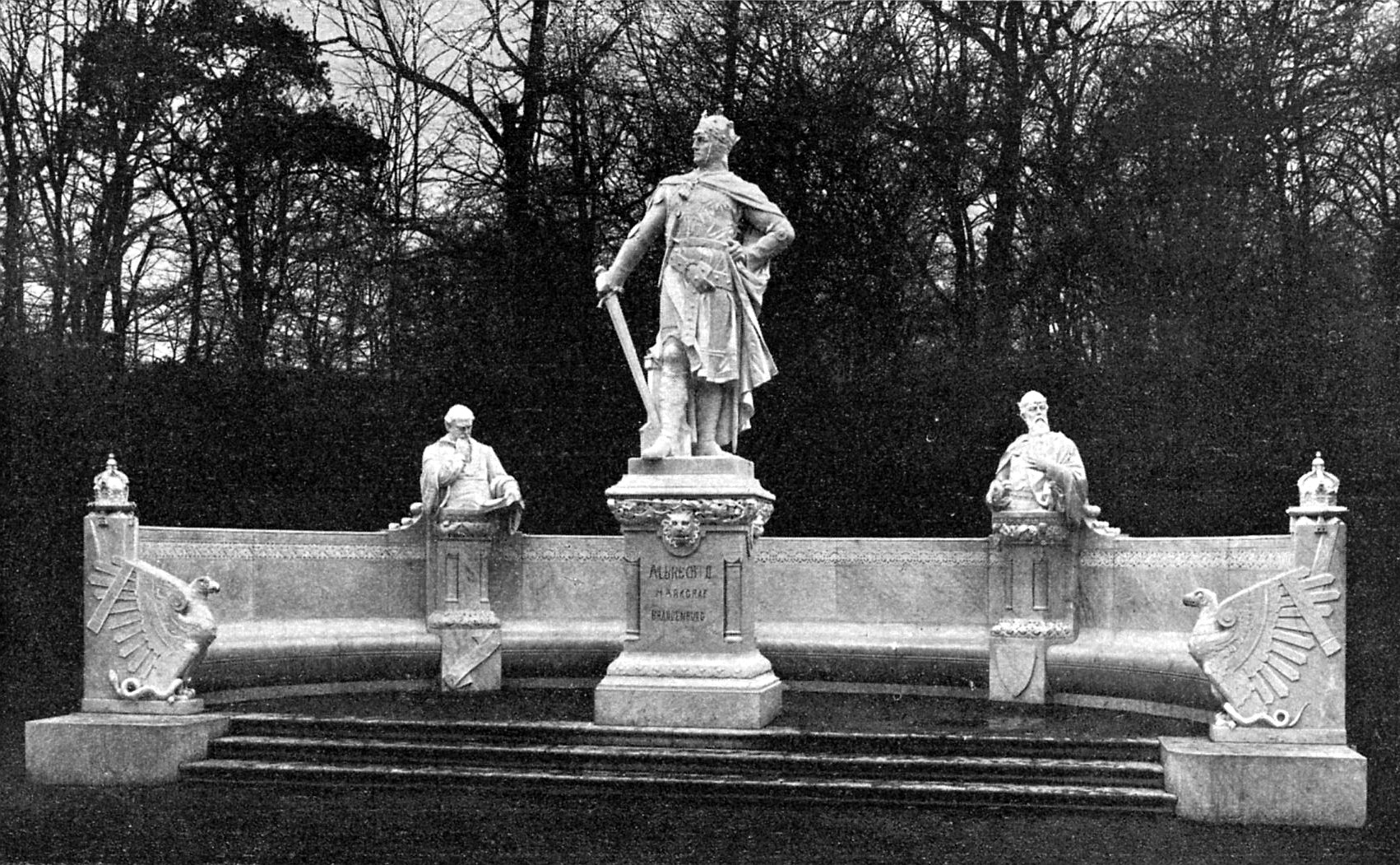
Grupo 4 de figuras en la Avenida de la Victoria (Siegesallee).

En 1887, hubo creado una pequeña figura llamada "Káiser Guillermo I con una lupa" que atrajo la atención y, finalmente, el mecenazgo del Káiser Guillermo II. Cuando se realizó una selección para trabajar en la Siegesallee (Avenida de la Victoria), Boese recibió una comisión sin pasar por el proceso de selección. Produjo el Grupo 4, que consistía en el Margrave Alberto II de Brandeburgo como la figura central, flanqueado por Eike von Repgow (compilador del Sachsenspiegel) y Hermann von Salza (cuarto Gran Maestre de los Caballeros Teutónicos). Las figuras fueron gravemente dañadas en la II Guerra Mundial y actualmente se hallan en la Ciudadela de Spandau.
En 1902, el monumento de Boese al Káiser Federico III en Posen le mereció una plaza de profesor en la Academia. Fue un miembro de varias organizaciones profesionales y culturales, incluyendo la "Sociedad para la Historia de Berlín" y la "Asociación de Artistas Berlineses". Posteriormente se le concedió la Orden del Águila Roja (cuarta clase).

## Otras obras destacadas

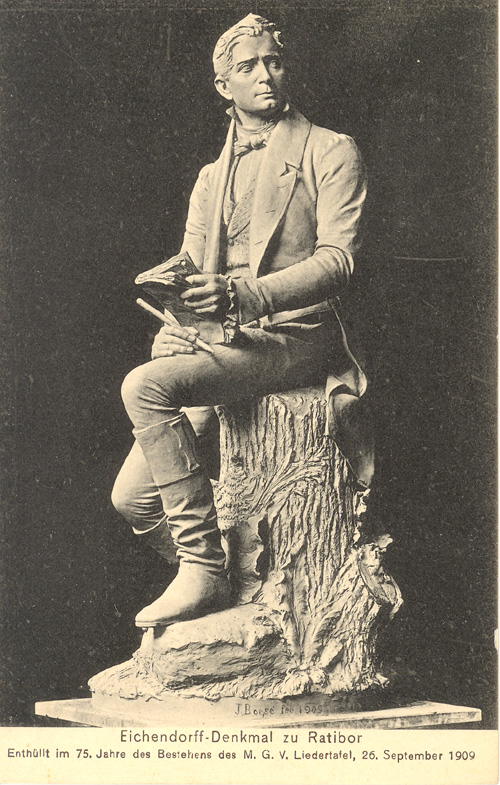
El Monumento a Eichendorff en Ratibor (recientemente restaurado).

- 1888 Berlín-Neukölln, Memorial a la guerra franco-prusiana en el Cementerio de Columbiadamm.
- 1894/95 Berlín-Mitte, Estatua de Federico I, actualmente en el Neues Palais, Potsdam.
- 1897/98 Liegnitz, Estatua ecuestre de Guillermo I, Breslauer Platz (destruida en 1945).
- 1900 Wuppertal, Estatua de Guillermo I en el Barmer Ruhmeshalle.[2]
- 1909 Ratibor, Estatua sentada de Joseph von Eichendorff.
- 1910 Sigmaringen, Estatua ecuestre del Príncipe Leopoldo de Hohenzollern, en la Leopoldsplatz.
- 1916 Berlín-Kreuzberg, Tumba memorial de la actriz Anna Schramm en el Cementerio Friedhof der Jerusalem und Neuen Kirche.